# Great Ocean Road Open 2021
Il Great Ocean Road Open 2021 è stato un torneo professionistico di tennis giocato sui campi in cemento. È stata la prima e unica edizione dell'evento facente parte dell'ATP Tour 250 nell'ambito dell'ATP Tour 2021. Il torneo si è svolto al Melbourne Park di Melbourne, in Australia, dal 1º al 7 febbraio 2021. È stato inserito nel calendario una settimana prima degli Australian Open 2021 in sostituzione del torneo maschile dell'Adelaide International per motivi legati alla pandemia di COVID-19.

## Partecipanti

### Teste di serie
| Nazionalità | Giocatore           | Ranking* | Testa di serie |
| ----------- | ------------------- | -------- | -------------- |
| Belgio      | David Goffin        | 14       | 1              |
| Russia      | Karen Chačanov      | 20       | 2              |
| Polonia     | Hubert Hurkacz      | 29       | 3              |
| Italia      | Jannik Sinner       | 36       | 4              |
| Georgia     | Nikoloz Basilašvili | 39       | 5              |
| Stati Uniti | Reilly Opelka       | 40       | 6              |
| Serbia      | Miomir Kecmanović   | 42       | 7              |
| Kazakistan  | Aleksandr Bublik    | 45       | 8              |
| Stati Uniti | Tennys Sandgren     | 50       | 9              |
| Stati Uniti | Sam Querrey         | 51       | 10             |
| Australia   | Jordan Thompson     | 52       | 11             |
| Serbia      | Laslo Đere          | 56       | 12             |
| Slovenia    | Aljaž Bedene        | 58       | 13             |
| Spagna      | Pablo Andújar       | 59       | 14             |
| Canada      | Vasek Pospisil      | 61       | 15             |
| Spagna      | Feliciano López     | 63       | 16             |

* Ranking al 25 gennaio 2021.

### Altri partecipanti
I seguenti giocatori hanno ricevuto una wildcard per il tabellone principale:
- Max Purcell
- Tristan Schoolkate
- John-Patrick Smith
- Dane Sweeny

I seguenti giocatori sono entrati in tabellone con il ranking protetto:
- Lu Yen-hsun
- Kamil Majchrzak

I seguenti giocatori sono entrati in tabellone come alternate:
- Matthew Ebden
- Thomas Fancutt
- Nam Ji-sung

### Ritiri
Prima del torneo
- Damir Džumhur → sostituito da  Matthew Ebden
- Kyle Edmund → sostituito da  Gianluca Mager
- Cristian Garín → sostituito da  Yasutaka Uchiyama
- John Isner → sostituito da  Andreas Seppi
- Il'ja Ivaška → sostituito da  Nam Ji-sung
- Steve Johnson → sostituito da  Kamil Majchrzak
- Vasek Pospisil → sostituito da  Thomas Fancutt

Durante il torneo
- Attila Balázs

## Partecipanti al doppio

### Teste di serie
| Nazione       | Giocatore             | Nazione       | Giocatore        | Ranking* | Testa di serie |
| ------------- | --------------------- | ------------- | ---------------- | -------- | -------------- |
| Colombia      | Juan Sebastián Cabal  | Colombia      | Robert Farah     | 3        | 1              |
| Regno Unito   | Jamie Murray          | Brasile       | Bruno Soares     | 30       | 2              |
| Croazia       | Ivan Dodig            | Slovacchia    | Filip Polášek    | 33       | 3              |
| Francia       | Pierre-Hugues Herbert | Finlandia     | Henri Kontinen   | 56       | 4              |
| Nuova Zelanda | Marcus Daniell        | Nuova Zelanda | Michael Venus    | 58       | 5              |
| El Salvador   | Marcelo Arévalo       | Paesi Bassi   | Matwé Middelkoop | 97       | 6              |
| Regno Unito   | Luke Bambridge        | Regno Unito   | Dominic Inglot   | 122      | 7              |
| Kazakistan    | Aleksandr Bublik      | Kazakistan    | Andrej Golubev   | 178      | 8              |

* Ranking aggiornato al 25 gennaio 2021.

### Altri partecipanti
Le seguenti coppie hanno ricevuto una wildcard per il tabellone principale:
- Robin Haase /  Sam Querrey
- Christopher O'Connell /  Aleksandar Vukic

Le seguenti coppie sono entrate in tabellone come alternate:
- Roberto Carballés Baena /  Pablo Cuevas
- Tristan Schoolkate /  Dane Sweeny

### Ritiri
Prima del torneo
- Feliciano López /  Marc López → sostituito da  Roberto Carballés Baena /  Pablo Cuevas
- Reilly Opelka /  Vasek Pospisil → sostituito da  Tristan Schoolkate /  Dane Sweeny

Durante il torneo
- Nikoloz Basilašvili /  Andre Begemann
- Hubert Hurkacz /  Jannik Sinner
- Miomir Kecmanović /  Karen Chačanov
- Max Purcell /  Jordan Thompson
- Tristan Schoolkate /  Dane Sweeny

## Punti e montepremi
| Torneo              | V        | F        | SF       | QF      | 3T      | 2T      | 1T      |
| Singolare           | 250      | 150      | 90       | 45      | 20      | 10      | 0       |
| Premi in denaro (€) | 19 500 € | 13 255 € | 10 000 € | 7 400 € | 5 500 € | 4 000 € | 2 500 € |
| Doppio              | 250      | 150      | 90       | 45      | N.D.    | 20      | 0       |
| Premi in denaro (€) | 7 200 €  | 5 760 €  | 4 560 €  | 3 360 € | N.D.    | 2 160 € | 1 200 € |

## Campioni

### Singolare
Jannik Sinner ha sconfitto in finale  Stefano Travaglia con il punteggio di 7–6(4), 6–4.
- È stato il secondo titolo per Sinner, primo della stagione.

### Doppio
Jamie Murray /  Bruno Soares hanno sconfitto in finale  Juan Sebastián Cabal /  Robert Farah con il punteggio di 6–3, 7–6(7).